# Extracurricular
Extracurricular (인간수업?, Ingansu-eopLR) è una serie televisiva sudcoreana del 2020 creata da Gin Han-sai e Kim Jin-min.
Prodotta dalla casa coreana Studio329, è stata distribuita su Netflix a partire dal 20 aprile 2020.

## Trama
La serie racconta del timido studente emarginato Oh Ji-soo che svolge un'attività illegale, sotto pseudonimo, per pagarsi gli studi. La sua vita viene però stravolta quando una compagna scopre la sua attività e vuole prenderne parte.